# منطقه آناتولی مرکزی
منطقه‌ آناتولی مرکزی (به ترکی استانبولی: İç Anadolu Bölgesi) یکی از ۷ منطقه‌ در ترکیه که در بخش مرکزی ترکیه قرار گرفته‌است.
جمعیت منطقه‌ آناتولی مرکزی بر اساس سرشماری سال ۲۰۱۰ میلادی ۱۱٬۸۱۱٬۱۱۲ نفر بوده‌است.

## استان‌ها

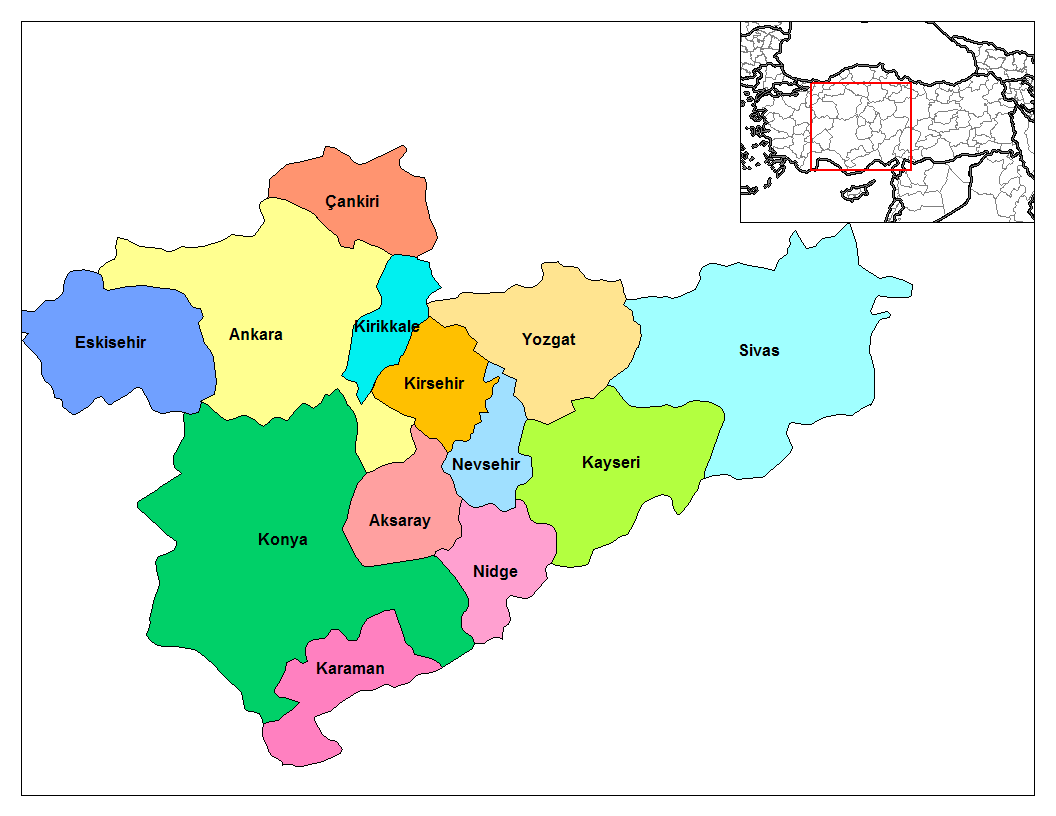

- اسکی‌شهر
- آق‌سرای
- آنکارا
- چانقری
- سیواس
- قرشهر
- قیریق‌قلعه
- قونیه
- قیصریه
- قرامان
- نوشهر
- نیغده
- یوزگات